# Curvipennis wixiensis
Curvipennis wixiensis är en insektsart som beskrevs av Huang, C. 1984. Curvipennis wixiensis ingår i släktet Curvipennis och familjen gräshoppor. Inga underarter finns listade i Catalogue of Life.